# Casa Senyorial de Brukna
La Casa Senyorial de Bornsminde (en letó: Bruknas muižas pils) és una casa senyorial a la històrica regió de Semigàlia, al Municipi de Bauska de Letònia. Construït durant el segle xviii.
En els seus jardins se celebren festivals de música anualment.